# Leptocerus cirritus
Leptocerus cirritus är en nattsländeart som beskrevs av Yang och Morse 2000. Leptocerus cirritus ingår i släktet Leptocerus och familjen långhornssländor. Inga underarter finns listade i Catalogue of Life.